# Michael Stoyanov
Michael Stoyanov (Chicago, 14 december 1966) is een Amerikaanse acteur en scenarioschrijver.

## Biografie
Stoyanov heeft zijn studie genoten op het Evanston Township High School en is in 1984 afgestudeerd. Op deze school was hij medelid van een improvisatie team The Lost Generation samen met medeleerling John Cusack
Stoyanov was getrouwd, en zijn later gescheiden.
Stoyanov begon in 1985 met acteren in televisieserie T.J. Hooker. Hierna heeft hij nog meerdere rollen gespeeld in televisieseries en televisiefilms, het meest bekend is hij met zijn rol in de televisieserie Blossom (1990-1995) als Anthony Russo in 110 afleveringen. Stoyanov is toen gestopt met deze serie om televisieseries te gaan schrijven. Later heeft hij verklaard dat hij hier altijd spijt van gehad heeft. In 1996 is hij begonnen met schrijven voor televisieseries en films.
Stoyanov is in het verleden twee keer genomineerd geweest voor een prijs. In 1998 voor een Emmy Award in de categorie Uitstekend schrijven voor een Variété en Muziek programma met de televisieserie Mr. Show with Bob and David (1995), en in 2007 voor een TV Land Awards in de categorie De "Slechte Tieners Worden Goed" Award met de televisieserie Blossom (1991).

## Filmografie

### Films
Uitgezonderd korte films.
- 2014 Space Station 76 - als dr. Bot
- 2008 The Dark Knight – als Dopey
- 2003 Girls Will Be Girls – als Michael
- 1998 Restaurant – als Ethan
- 1993 Freaked - als Ernie
- 1993 Without Warning: Terror in the Towers – als Rob Daddio
- 1992 Mom and Dad Save the World – als Carl
- 1991 Across the Tracks – als Mike
- 1990 Blossom – als Anthony Russo
- 1989 Gross Anatomy – als Joel Cleaver
- 1989 Out on the Edge – als Russell
- 1987 Big Shots – als tiener

### Televisieseries
Uitgezonderd eenmalige gastrollen.
- 2017 - 2020 Billions - als Terry Burke - 6 afl.
- 2016 Kingdom - als Jimbo - 4 afl.
- 2013 Justified - als Dave - 2 afl.
- 1999 Safe Harbor – als Ron – 4 afl.
- 1997 – 1998 Working – als Sam – 2 afl.
- 1997 Chicago Sons – als Barry – 2 afl.
- 1996 Beverly Hills, 90210 – als Jimmy Gold – 3 afl.
- 1990 – 1995 Blossom – als Anthony Russo – 110 afl.

### Scenarioschrijver
- 2014 Space Station 76 - film
- 2000 TV Funhouse – televisieserie - 1 afl.
- 1999 – 2000 MADtv – televisieserie - 25 afl.
- 1998 Mr. Show and the Incredible, Fantastical News Report – film
- 1997 Mr. Show with Bob and David – televisieserie - 5 afl.
- 1996 – 1997 Late Night with Conan O’Brien – televisieserie - 8 afl.
- 1996 The Dana Carvey Show – televisieserie - 6 afl.